# 제8전투훈련단
제8전투훈련단(第八戰鬪訓練團)은 해군작전사령부 예하의 해상 전투 훈련, 전투 준비 태세 유지, 새로이 건조된 함정의 전력화, 무기 체계 시험 및 평가를 담당하는 대한민국 해군의 전단이다. 경상남도 창원시 진해구의 진해 해군기지에 주둔하고 있다.

## 역사
제8전투훈련단은 1951년 2월 27일에 창설된 함정교육단에서 시작되어 1986년 2월 1일 제8전비전단으로 개편되었으나, 2008년에는 전비전대로 축소되었다가 2015년 2월 1일에 현재의 제8전투훈련단으로 다시 격상되어 재편되었다. 같은 해 10월, 인천급 호위함 FFG-817 광주함이 제8전투훈련단에 배치되었다.
12월 27일, 포항급 초계함인 PCC-762 충주함과 PCC-763 진주함이 현역에서 물러나고 예비훈련함으로 지정되어 제8전투훈련단에 배속되었다.

## 편성
- 제81전대
- 제82전대
- 전투체계훈련대대
- 예비역함정관리대대
- 부산훈련대

## 참고
1. ↑  “해군, 잠수함사령부 창설…세계 6번째”. 정책브리핑. 2015년 2월 2일. 2017년 2월 16일에 확인함.
2. ↑  “해군함대사령부 예하 3개 전투단 창설”. YTN. 2015년 1월 31일. 2017년 2월 16일에 확인함.
3. ↑  “해군 제8전투훈련단 창설 1주년 기념식”. 경남도민일보. 2016년 2월 2일. 2017년 2월 16일에 확인함.
4. ↑  황용인 (2016년 4월 7일). “해군 호위함 ‘광주함’ 부대 창설식”. 경남일보. 2017년 2월 16일에 확인함.
5. ↑  박성진 (2016년 12월 27일). “국산 1세대 초계함 충주·진주함 전역식···‘예비군’으로 유사시 재취역”. 경향신문. 2017년 2월 16일에 확인함.